# Taeniaptera rufifacies
Taeniaptera rufifacies är en tvåvingeart som beskrevs av Macquart 1851. Taeniaptera rufifacies ingår i släktet Taeniaptera och familjen skridflugor.
Artens utbredningsområde är Guyana. Inga underarter finns listade i Catalogue of Life.